# 站前路街道
站前路街道，位于湖南省岳阳市岳阳楼区，2006年6月13日正式挂牌成立。前身为岳阳市经济技术开发区所属站前路管理处。街道办事处驻岳阳楼区站前西路华嵩园10楼。

## 行政区划
站前路街道辖5个社区。
- 连云路社区、德胜社区、铁路社区、新站社区、望城岭社区